# Comuna Biskovîci, Sambir
Biskovîci (în ucraineană Бісковичі) este o comună în raionul Sambir, regiunea Liov, Ucraina, formată din satele Biskovîci (reședința), Rudnea și Zaricicea.

## Demografie
Componența lingvistică a comunei Biskovîci
     Ucraineană (94,62%)
     Alte limbi (0,2%)
Conform recensământului din 2001, majoritatea populației comunei Biskovîci era vorbitoare de ucraineană (94,62%), existând în minoritate și vorbitori de polonă (5,19%).